# Hercegovački pašaluk
Hercegovački pašaluk je bio osmanska provincija od 1833. do 1851. Prijestolnica mu je bio Mostar.

## Hercegovački sandžak
Prvobitno je formiran hercegovački sandžak 1470. kao provincija Osmanlijskog carstva, sa sjedištem u Foči. Prijestolnica sandžaka je kasnije premještena u Pljevlju (turski naziv Taslidža). Hercegovački sandžak je bio dio Rumelijskog ejaleta, a kasnije postaje dio Bosanskog pašaluka.

## Hercegovački pašaluk (ejalet)
Hercegovački sandžak je 1833. odvojen od Bosanskog pašaluka i dobio je u status pašaluka. Tada je Ali-paša Rizvanbegović, rođeni Hercegovac, postao poluneovisni vladar (vezir) novoformiranog pašaluka. Nakon njegovog svrgavanja 1851., Hercegovački pašaluk je ukinut i ponovno osnovan sandžak koji je spojena s Bosanskim pašalukom, kome je sjedište premješteno iz Travnika u Sarajevo.
Hercegovački pašaluk sastojao se iz sljedećih kapetanija: Prijepolje, Taslidža s Kolašinom i Šaranci s Drobnjakom, Čajniče, Nevesinje, Nikšić, Ljubinje-Trebinje, Stolac, Počitelj, Blagaj, Mostar, Duvno i polovina Konjica koja je s južne strane Neretve.[nedostaje izvor]

## Hercegovački pašaluk (vilajet) (1875. – 1877.)
Od kraja 1875. do početka 1877., za vrijeme Hercegovačkog ustanka ponovno je formiran pašaluk. Nakon Hercegovačkog ustanka osmanske vlasti nisu imale punu kontrolu nad Hercegovinom. Nemogućnost kontrole vlasti u Hercegovini i dijelovima Balkana potakla je sazivanje Berlinskog kongresa gdje su Austro-Ugarskoj na upravu dodijeljene Hercegovina i Bosna.

## Vanjske poveznice
- Karta Balkana od 1815. – 1859.  Arhivirana inačica izvorne stranice od 18. rujna 2012. (Wayback Machine)